# White Cap 94
White Cap 94 är ett reservat i Kanada.   Det ligger i provinsen Saskatchewan, i den centrala delen av landet, 2 400 km väster om huvudstaden Ottawa. White Cap 94 ligger vid sjön Indian Lake.
Trakten runt White Cap 94 består till största delen av jordbruksmark. Trakten runt White Cap 94 är nära nog obefolkad, med mindre än två invånare per kvadratkilometer.